# Veliki Preslav
Sodobni Veliki Preslav (bolgarsko Велики Преслав, izgovarja se [vɛˈliki prɛˈsɫaf]), nekdanji Preslav (bolgarsko Преслав; do leta 1993), je mesto in sedež vlade občine Veliki Preslav (občina Veliki Preslav, nova bolgarska: obština), ki je del oblasti Šumen v Bolgariji. Veliki Preslav leži na nadmorski višini 132 m.
Nekdanja vas je leta 1878 prevzela ime srednjeveške prestolnice in leta 1883 postala mesto. Decembra 2009 je imel 8951 prebivalcev.
Preslav je bil od leta 893 do 972 glavno mesto Prvega bolgarskega cesarstva in eno najpomembnejših mest v srednjeveški jugovzhodni Evropi. Ruševine mesta so v sodobni severovzhodni Bolgariji, približno 20 kilometrov jugozahodno od regionalnega središča Šumena in so trenutno nacionalni arheološki rezervat.

## Zgodovina
Ime Preslav je slovanskega izvora; očitno je bil sprva ustanovljen in je deloval kot slovansko naselje do utrditve na začetku 9. stoletja. Bližina takratne bolgarske prestolnice Pliske je privedla do hitrega razvoja in širitve Preslava v času vladavine kanov Kruma in Omurtaga. Do kronanja kana Borisa I. leta 852 se je Preslav spremenil v pomembno strateško vojaško središče in je bil sedež Ičirgu bojla. Po spreobrnitvi Bolgarov v krščanstvo leta 864 je bilo v mestu zgrajenih več cerkva.
Poganski upor pliškega plemstva, ki ga je leta 892 vodil knez Vladimir Rasate, je bil odločilen za nadaljnjo usodo mesta. Leta 893 je bil Vladimir odstavljen, Boris I. pa je med preslavskim koncilom imenoval Simeona Velikega za njegovega naslednika in se odločil, da prestolnico države preseli iz še vedno nekoliko poganske Pliske v Preslav. V naslednjih 80 letih se je mesto hitro razvijalo in postalo središče ne le bolgarske politike in diplomacije, temveč tudi slovanske kulture, književnosti in likovne umetnosti. Kronist je omenil, da je Simeon potreboval 28 let, da je ustanovil in zgradil svojo novo prestolnico. Arheološka izkopavanja pa so dokazala, da se je mesto še naprej razvijalo tudi v 930-ih in 940-ih ter doseglo vrhunec svoje rasti in veličastnosti sredi vladavine cesarja Petra I. Bolgarskega.
Glede na impresivno urbanistično načrtovanje, živahno gospodarstvo in veličastnost stavb, kot sta Okrogla cerkev in kraljeva palača, je bil Preslav pravi tekmec največjih in najpomembnejših mestnih središč na zahodni polobli. Kulturno je bilo središče Preslavske književne šole, ki je bila ustanovljena v Pliski leta 886 in je bila leta 893 skupaj s preostalim dvorom preseljena v Preslav. V Preslavu so delovali največji bolgarski pisatelji iz starobolgarskega obdobja, med njimi Janez Eksarh, Konstantin Preslavski in Černorizec Hrabar. Verjetno se je okoli Preslavske književne šole v 10. stoletju razvila cirilica. Mesto je imelo tudi velike keramične delavnice, ki so izdelovale umetniško keramiko, glazirane ploščice ter keramične ikone in ikonostase.
Sreča mesta je doživela dramatičen upad konec 960-ih, ko ga je zasedel kijevski knez Svjatoslav I. Kijevski. V vojni med Rusi in Bizantinci je mesto požgala in opustošila vojska bizantinskega cesarja Ivana I. Cimiska. Osvajalci so odnesli zakladnico, bolgarske cesarjeve regalije in velik del Simeonove knjižnice. Čeprav je Ivan I. Cimisk mesto preimenoval v Ioannoupolis po sebi, se zdi, da se to ime ni dolgoročno prijelo niti v grščini, saj Ana Komnena v svoji Aleksiadi omenja Preslav pod heleniziranim imenom Megale Peristhlaba. Čeprav mesto v naslednjih tristo letih ni izgubilo svojega pomena, so sosednja predmestja in veliki samostani opustošili, gospodarstvo pa je izgubilo vitalnost in pomen.
Preslav je del svojega pomena v bolgarski politiki ponovno pridobil v prvih letih skupne vladavine ustanoviteljev Drugega bolgarskega cesarstva, Petra IV. Bolgarskega in Ivana Asena I. Očitno je Ivan Asen vladal iz središča vstaje, Tarnovgrada, medtem ko je njegov brat in sovladar Teodor Peter prebival v Preslavu kot simbol obnovljene državnosti Bolgarije. Vendar so bile strateške prednosti Tarnovgrada dolgoročno odločilne in pomen Preslava je v 13. stoletju upadel. Tatarski vpadi v 1270-ih so pregnali zadnje prebivalce Preslava skupaj s prototroniranim mestnim škofom. Nekateri preživeli begunci so zgradili istoimensko vas le dva kilometra severno od trdnjave, kjer je danes mesto Veliki Preslav.
Po Preslavu je poimenovana pečina Preslav na otoku Livingston v Južnih Shetlandskih otokih na Antarktiki.

## Geografija
Veliki Preslav je v osrednjem delu severovzhodne Bolgarije, na prehodu iz Ludogorske nižine v Balkansko gorovje. Ludogorie leži v Donavski nižini, za katero je značilen tipičen raven ali rahlo hribovit videz.
V bližini mesta Veliki Preslav sta naravna rezervata Patlejna (bolgarsko Патлейна) in Derviša (bolgarsko Дервиша). Tam lahko med drugim opazujete snežinke, ki so značilne le za severno Bolgarijo.
Skoraj 30 % celotne površine občine Veliki Preslav pokrivajo listopadni in iglasti gozdovi.

### Upravna delitev
Mesto je razdeljeno na dva okrožja: Center in Kirkovo.
Občina Veliki Preslav (bolgarsko Община Велики Преслав) vključuje mesto Veliki Preslav in naslednje vasi:
| Dragoevo  | Imrenčevo | Kočovo   | Milanovo |
| Mokreš    | Mostiš    | Osmar    | Slatar   |
| Suha reka | Troiza    | Han Krum |          |

### Prebivalstvo
Bolgari predstavljajo večino prebivalstva v občini, in sicer 65 %. Poleg njih obstajata še turška manjšina, ki je s 24 % ena največjih v državi (nacionalno povprečje 9 %), in manjšina Sintov in Romov (približno 8,4 %). V občini živi tudi majhno število (manj kot 1 %) Rusov, Vlahov in Armencev. 19 % prebivalstva skupnosti so otroci, mlajši od 18 let.

## Kultura
V mestu sta Nacionalni zgodovinski in arheološki rezervat in muzej. Leta 1906 je Jordan Gospodinov s pomočjo K. Škorpila ustanovil Arheološko društvo "Tiča". Vsako leto v mestu potekajo majske kulturne prireditve Pomlad v Preslavu. Društveni center Razvitie je bil ustanovljen leta 1874.

### Arheološki muzej
Arheološki muzej je na območju nekdanje trdnjave. Muzej hrani več kot 35.000 najdb iz bližnjega območja prestolnice, ki se razprostira na več kot 500 hektarjih, zgrajen pa je bil leta 1904. Tukaj je razstavljenih več zakladov, vključno z deli znamenitega preslavskega zlatega zaklada iz sredine 10. stoletja. Tukaj si je mogoče ogledati tudi preslavsko keramiko, značilno za umetnost prvega bolgarskega cesarstva, in eno največjih zbirk bizantinskih državnih pečatov.

### Samostan svetega Pantelejmona
Približno 6 km južno od današnjega mesta, nad staro trdnjavo, je na območju Patlejne samostan svetega Pantelejmona (bolgarsko Свети Пантелеймон). Obsežen samostanski kompleks je bil zgrajen v 9. stoletju in uničen v 12. stoletju. Arheologi izkopavajo ruševine carskega samostana. Zgodovinarji menijo, da je bila tukaj ustanovljena Preslavska književna šola, ki je bila znana v srednjem veku in je med drugim razvila cirilico. Pravijo, da se je Simeon Veliki po izobraževanju v Bizancu tukaj umaknil in se ukvarjal z literarno dejavnostjo, preden je bil leta 893 na Pliskovem koncilu izvoljen za vladarja Bolgarije.
Pravijo, da je sem vstopil tudi njegov oče, knez Boris I., ko je odstopil z oblasti. Knez Boris je umrl v samostanu 2. maja 907. Med izkopavanji so tukaj našli znamenito keramično ikono svetega Teodorja Stratelata.

## Galerija
- Keramična ikona sv. Teodorja Stratelata, Preslav, okoli leta 900 n. št., Narodni arheološki muzej, Sofija
- Vhod v okroglo (zlato) cerkev Velikega Preslava
- Notranjost južnega obzidja osrednjega dela mesta Preslav in ruševine oficirskih prostorov, ki obdajajo obzidje